# Martin Benedikter

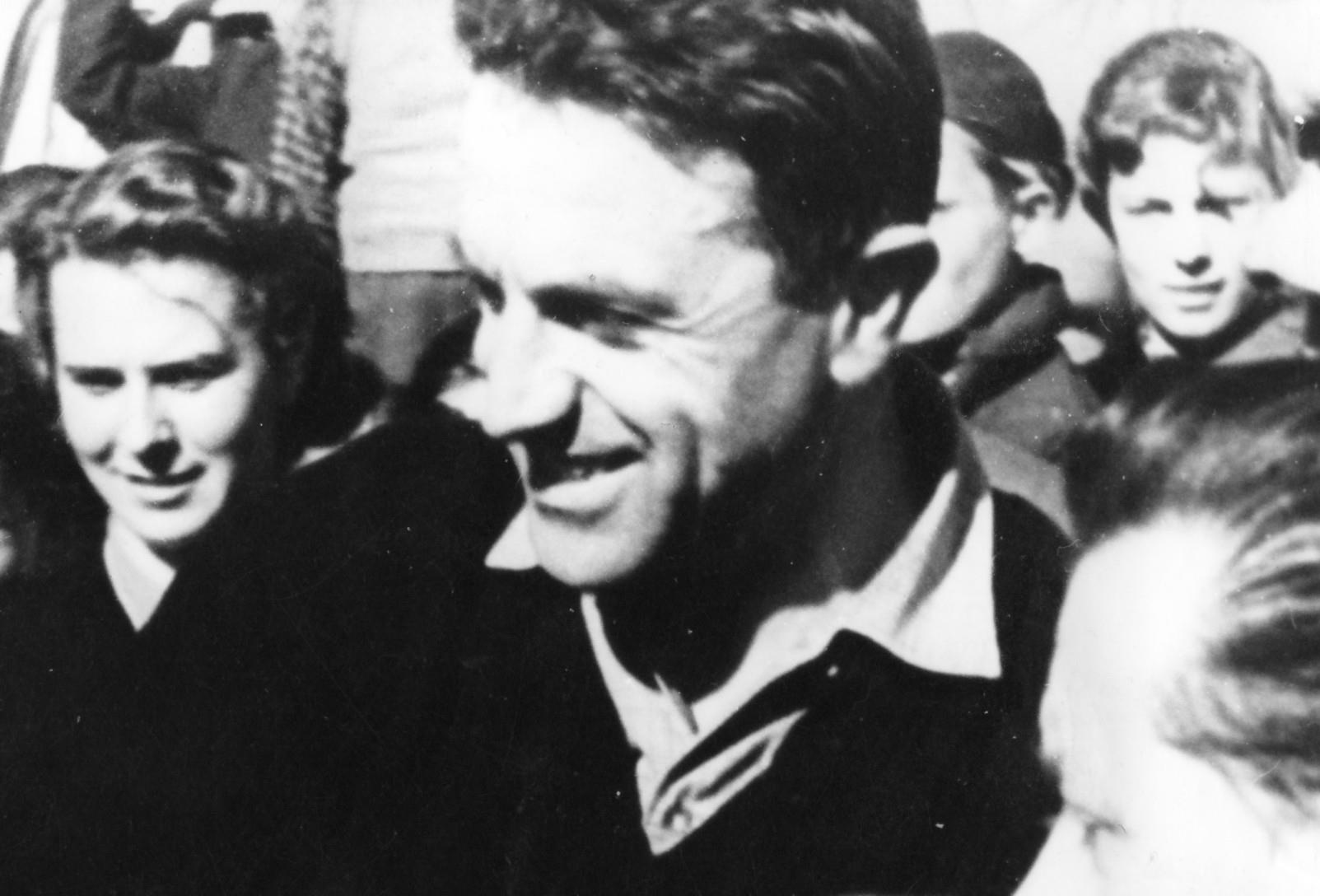
Martin Benedikter im Kreis seiner Schüler in Brixen, Südtirol

Martin Benedikter (* 10. September 1908 in Sand in Taufers; † 5. Dezember 1969) war ein Südtiroler Sinologe.

## Leben
Benedikter verbrachte seine Kindheit in Pettneu am Arlberg. Nach dem Besuch der Lehrerbildungsanstalt in Bozen war er Volksschullehrer in einer Bergschule in Passeier, dann im Vinschgau. Unter dem Faschismus wie alle Südtiroler Lehrkräfte vor die Alternative gestellt, entlassen oder in die „alten Provinzen“ (Italiens) versetzt zu werden, entschied er sich für letzteres, worauf er nach Santa Maria Capua Vetere bei Neapel versetzt wurde. In Neapel widmete er sich am Orientalischen Institut dem Studium der chinesischen Sprache und Literatur und schloss 1934 in Sinologie mit einer Arbeit über den konfuzianischen Philosophen Meng-Tse ab. Das Studium der Germanistik an der Universität Neapel schloss er 1939 mit einer Arbeit über Charles Sealsfield ab. In Neapel und Nola lehrte er von 1935 bis 1943 als Gymnasiallehrer deutsche Sprache und Literatur. 1936–1938 und 1941–1943 übernahm er am Orientalischen Institut die Assistentenstelle in der chinesischen Abteilung. Sein literarisches Spezialgebiet war die T'ang-Zeit (618–906 n. Chr.), die Blütezeit der frühen chinesischen Literatur, vor allem der Lyrik. Diese und andere Epochen der reichen chinesischen Literaturgeschichte vertiefte er auch während seiner Zeit als research assistant bei den Sinologen Peter A. Boodberg und Ferdinand Lessing an der Universität Berkeley in Kalifornien. Ein einziges Mal war es Benedikter vergönnt, China zu besuchen.
1943, nach Einrichtung der Operationszone Alpenvorland, erhielt Martin Benedikter den Auftrag, die neue Brixener Mittelschule mit deutscher Unterrichtssprache zu leiten. Später wurde er auch zum Direktor des Wissenschaftlichen Lyzeums Brixen berufen, das er von 1945 bis 1967 leitete. Sein Wirkungskreis beschränkte sich nicht nur auf die Stadt Brixen; er gründete im Herbst 1948 die Mittelschulen Bruneck und Sterzing. Ihm ist auch im Wesentlichen die Errichtung des Wissenschaftlichen Lyzeums in Bozen und Schlanders zu verdanken. Seine Verdienste um das Südtiroler Schulwesen fanden durch die Verleihung einer Goldmedaille seitens des italienischen Unterrichtsministeriums Anerkennung. Den Titel eines dottore in lettere hatte er 1954 in Padua mit einer Dissertation über Karl Barth und den Existentialismus erhalten. Während seiner Tätigkeit als Direktor in Brixen war er zugleich mit der Abhaltung von Lehrveranstaltungen für chinesische Sprache und Literatur in Neapel betraut. Gegen Mitte der 1960er Jahre wurden in Italien drei Lehrstühle für Sinologie eingerichtet: in Turin, Padua und Neapel. Martin Benedikter wurde als Professor für Sinologie nach Neapel berufen. Aufgrund seiner Doppelfunktion als Schuldirektor in Brixen und Universitätsprofessor wechselte er 1968 an den Lehrstuhl in Padua.
Benedikter verstarb am 5. Dezember 1969. In Brixen ist die Erinnerung an ihn als Direktor des Wissenschaftlichen Lyzeums noch immer lebendig. Sinologie-Studenten in Italien arbeiten heute noch mit Benedikters Übersetzungen aus dem Chinesischen als Pflichtlektüre. Martin Benedikter gilt nicht nur als einer der Pioniere der Sinologie, sondern auch als der beste Übersetzer der Literatur der T'ang-Zeit ins Italienische.

## Werk
Sein Arbeitsgebiet war neben der modernen Literatur Chinas vor allem die Poesie der T’ang-Zeit. Selbst schon mit eigenen Gedichten in Heimatzeitschriften hervorgetreten, zeigte er sich als feinsinniger Interpret chinesischer Lyrik und erschloss dem italienischen Leser die gesamten 300 T’ang-Gedichte sowie den Gedichtzyklus Wang-ch’uan-chi des Wang Wie und P’ei Ti in formvollendeter Weise. Seine berühmte Sammlung der „300 Gedichte aus der T‘ang-Zeit“ ist 1961 beim Verlag Einaudi erschienen. Weitere Übertragungen älterer und moderner Poesie und Prosa erschienen zwischen 1956 und 1963 in der Zeitschrift Cina in Rom und bei Sansoni (Florenz). Er veröffentlichte auch in der Zeitschrift Oriens Extremus den Gedichtzyklus um die nach Tibet verheiratete Prinzessin Chin-ch’eng. Unvollendet geblieben ist eine literaturhistorische Arbeit über das T’ang-shih-lei-yüan und seinen Kompilator Chang Chih-hsiang aus der Ming-Zeit sowie Werke aus der Hsienfeng-Periode. Mit den Fachzeitschriften „Annali“ des Orientalischen Instituts Neapel und der Zeitschrift „Cina“ des Instituts für Asienwissenschaften in Rom arbeitete Benedikter regelmäßig zusammen.

## Bibliografie
- Le trecento poesie T’ang, Torino, Einaudi 1961.
- Il “Wang-Ch’uan Chi” di Wang Wei e P’ei Ti (La raccolta del fiume Wang), in: Annali dell’Istituto Universitario Orientale di Napoli, Roma 1957.
- Venti “Quartine Brevi cinesi del periodo T’ang”, Firenze, Fussi 1954.
- Zahlreiche Gedichte in der Zeitschrift “Cina” (Rom), 1956–1963.
- Das Schaffen des Dichters Wang Wie (699–759) in der Eingabe seines Bruders Wang Chin an den Kaiser T’ai-tsung (763–780) und im kaiserlichen Anerkennungsschreiben, in: Oriens Extremus, 1958, S. 145–148.
- Ein Gedichtzyklus um die 712 nach Tibet verheiratete Prinzessin Chin-ch’eng, in: Oriens Extremus XII, 1965, S. 11–35.

## Verwendete Literatur
- Dorothea Merl und Anita Gräfin von Lippe (Hrsg.): Südtirol erzählt – Luftjuwelen – Steingeröll. Horst Erdmann Verlag, Tübingen 1979, ISBN 9783771103262, S. 349.
- David Kofler: Im Gedenken an Prof. Martin Benedikter. In: Dolomiten, 12. Dezember 1984, S. 12.

| Personendaten    | Personendaten                     |
| ---------------- | --------------------------------- |
| NAME             | Benedikter, Martin                |
| KURZBESCHREIBUNG | italienischer Sinologe (Südtirol) |
| GEBURTSDATUM     | 10. September 1908                |
| GEBURTSORT       | Sand in Taufers                   |
| STERBEDATUM      | 5. Dezember 1969                  |